# Humberto Román Palacios
Humerto Román Palacios (Mata Redonda, municipio de Pueblo Viejo, Veracruz, 15 de abril de 1936 - Ciudad de México, 16 de junio de 2004), es un jurista mexicano que se desempeñó como ministro de la Suprema Corte de Justicia de la Nación (México) desde el 2 de febrero de 1995 hasta el día de su muerte.

## Biografía
El licenciado Humberto Román Palacios inició sus primeros dos años de estudios en derecho en la Escuela Oficial de Derecho de Tamaulipas, pero terminó la carrera en la Facultad de Derecho de la Universidad Nacional Autónoma de México.
Su vida profesional inició en la Procuraduría General de Justicia del D.F. y en la Secretaría de la Contraloría General de la Federación. Ya para 1963 era juez mixto de primera instancia en el distrito judicial de Montes de Oca, Oaxaca. Pero decidió regresar a la capital del país para continuar su carrera profesional.
En marzo de 1970 ingresó al poder Judicial de la Federación como proyectista del Tribunal Colegiado en Materia de Trabajo. Desde allí comenzó a escalar puestos como secretario de estudio y cuenta, juez de distrito (Chihuahua, 1978) y magistrado de circuito (1978).
Durante la transformación del Poder Judicial Federal, el presidente Ernesto Zedillo Ponce de León lo incluyó en una lista que envió al Senado de la República para ser ministro de la nueva composición de la Suprema Corte de Justicia de la Nación a inicios de 1995. Electo con 112 votos a favor fue seleccionado para ocupar el cargo de ministro para el período 1995-2006, integrándose en la Primera Sala, la cual presidió de 1998 a 1999.
Fue designado por la Suprema Corte de Justicia de la Nación como parte de una comisión especial para investigar durante 1995 la matanza de Aguas Blancas, en Coyuca de Benítez, Guerrero. En esta comisión participó junto con los ministros Juventino V. Castro y Román Palacios. Los trabajos de la comisión fueron la segunda ocasión en que la SCJN formaba un cuerpo jurídico para conocer las presuntas graves violaciones a las garantías individuales en un tema muy controversial.
Los resultados de esta comisión especial fue la determinación de que hubo graves violaciones a las garantías individuales y que tuvieron responsabilidad funcionarios de alto nivel del gobierno de Guerrero, incluido el gobernador del estado de ese tiempo, Rubén Figueroa. A pesar de lo anterior, la Procuraduría General de la República (México) ni la procuraduría de Guerrero hicieron caso a los resultados de la comisión, por lo que no trascendió ninguna acción penal posterior.